# Munier Raychouni
Munier Raychouni (* 29. Dezember 1986 in Berlin) ist ein ehemaliger deutscher Fußballspieler und heutiger Fußballtrainer. Raychouni begann seine Karriere zunächst im deutschen Amateurfußball, ehe er Anfang 2011 bei Woodlands Wellington in der höchsten Spielklasse Singapurs einen Vertrag unterschrieb.

## Karriere

### Als Spieler
Der gebürtige Berliner spielte in seiner Jugend unter anderem bei Tennis Borussia, ehe er seine erste Saison im Herrenbereich beim Torgelower SV Greif in der viertklassigen Oberliga absolvierte. Nach einigen Stationen in der Oberliga unterschrieb Raychouni für die Saison 2011/12 einen Profivertrag in der S. League, der 1. Liga in Singapur und spielte dort für den Verein Woodlands Wellington. In der Saison 2012/13 wechselte er zu Safa SC Beirut in die Libanesische Premier League und konnte dort sowohl die Meisterschaft als auch den Pokalsieg feiern. Er kam bei Safa SC auch mehrfach im AFC Cup zum Einsatz. In der Winterpause 2013/14 erfolgte der Wechsel nach Thailand. Ein Angebot aus Bahrain führte dazu, dass Munier sich für die Saison 2014/15 dem Isa Town FC anschloss. Der thailändische Verein Nongbua Pitchaya FC konnte ihn überzeugen, für die Saison 2015/16 nach Thailand zurückzukehren. Die Spielerkarriere beendete Raychouni 2017 nach einer Verletzung in der Oberliga beim CFC Hertha 06 und begann im Anschluss mit seiner Trainertätigkeit.

### Als Trainer
Munier Raychouni übernahm August 2017 die U16 beim Charlottenburger Verein CFC Hertha 06 und arbeitete zeitgleich bei der 1. Herrenmannschaft in der Oberliga als Co-Trainer. Nach dem Rücktritt von Trainer Kemal Halat übernahm Raychouni im Oktober 2017 den Cheftrainerposten bei CFC Hertha 06. Bedingt durch vereinsinternen Veränderungen und Meinungsverschiedenheiten gab am 18. Februar 2018 Raychouni seinen Rücktritt bekannt.
Am 1. Juli 2018 wechselte Raychouni zum Berliner AK 07 in die Regionalliga Nordost und übernahm dort den Posten des Co-Trainers. Nach einer kurzen Spielzeit unter dem Fußballlehrer Dirk Kunert beim Berliner AK 07 wechselte Raychouni mit Kunert zur Saison 2020/21 zum Ligakonkurrenten FC Carl Zeiss Jena.
Im November 2024 wurde er Co-Trainer unter Andreas Patz beim Zweitligisten SSV Jahn Regensburg. Nachdem Patz zwei Spieltage vor Saisonende bei bereits feststehendem Abstieg seine Position aufgab, übernahm Raychouni für die letzten beiden Spieltage interimsweise das Traineramt. Aus diesen holte er einen Punkt. Zur Saison 2025/26 rückte er unter dem neuen Cheftrainer Michael Wimmer wieder auf die Position des Co-Trainers.